# Navadni bodoglavec
Navadni bodoglavec (znanstveno ime Echinops ritro) je trajnica iz rodu bodoglavec. Razširjen je po Evropi in zahodni Aziji. Na Slovenskem raste v submediteranskem pasu, na suhih više ležečih kraških travnikih. V drugi polovici poletja (od julija do septembra) cveti z modrimi cvetovi in snežno belimi listi. Socvetje je sestavljeno iz množice koškov z enim samim jezičastim cvetom in večlistno ovojko.
Gojijo ga tudi kot okrasno rastlino, ki v soncu/polsenci na normalno kislih tleh zraste do 1m.